# Liste der Grade-I-Bauwerke in Norfolk
| Lage von Norfolk in England                                                                                              |
| Gliederung von Norfolk                                                                                                   |
| 1. Norwich 2. South Norfolk 3. Great Yarmouth 4. Broadland 5. North Norfolk 6. King’s Lynn and West Norfolk 7. Breckland |

Diese Liste der Grade-I-Bauwerke in Norfolk nennt die Grade-I-Listed Buildings in Norfolk nach Bezirken geordnet.
Von den rund 373.000 Listed Buildings in England sind rund 9000, also etwa 2,4 %, als Grade I eingestuft. Davon befinden sich etwa 534 in Norfolk.

## Breckland
1. Abbey Farm Cottage, Thetford, Breckland, IP24
2. Ancient House Museum, Thetford, Breckland, IP24
3. Barn 110 Metres South East of Old Buckenham Castle Keep, Old Buckenham, Breckland, NR16
4. Breckles Hall, Stow Bedon, Breckland, NR17
5. Castle Including South West Moat Bridge, Old Buckenham, Breckland, NR16
6. Church of All Saints, Besthorpe, Breckland, NR17
7. Church of All Saints, Croxton, Breckland, IP24
8. Church of All Saints, East Tuddenham, Breckland, NR20
9. Church of All Saints, Foulden, Breckland, IP26
10. Church of All Saints, Harling, Breckland, NR16
11. Church of All Saints, Hilborough, Breckland, IP26
12. Church of All Saints, Litcham, Breckland, PE32
13. Church of All Saints, Little Cressingham, Breckland, IP25
14. Church of All Saints, Mattishall, Breckland, NR20
15. Church of All Saints, Narborough, Breckland, PE32
16. Church of All Saints, Necton, Breckland, PE37
17. Church of All Saints, Newton By Castle Acre, Breckland, PE32
18. Church of All Saints, Old Buckenham, Breckland, NR17
19. Church of All Saints, Quidenham, Breckland, NR16
20. Church of All Saints, Rocklands, Breckland, NR17
21. Church of All Saints, Shipdham, Breckland, IP25
22. Church of All Saints, Snetterton, Breckland, NR16
23. Church of All Saints, South Pickenham, Breckland, PE37
24. Church of All Saints, Stanford, Breckland, IP24
25. Church of All Saints, Swanton Morley, Breckland, NR20
26. Church of Holy Cross, Caston, Breckland, NR17
27. Church of Holy Trinity, Hockham, Breckland, IP24
28. Church of Holy Trinity, Scoulton, Breckland, NR9
29. Church of Ss Peter and Paul, Carbrooke, Breckland, IP25
30. Church of Ss Peter and Paul, Griston, Breckland, IP25
31. Church of St Andrew, Bradenham, Breckland, IP25
32. Church of St Andrew, Brettenham, Breckland, IP24
33. Church of St Andrew, Great Dunham, Breckland, PE32
34. Church of St Andrew, Holme Hale, Breckland, IP25
35. Church of St Andrew, Ickburgh, Breckland, IP26
36. Church of St Andrew, Lexham, Breckland, PE32
37. Church of St Andrew, Little Cressingham, Breckland, IP25
38. Church of St Andrew, South Lopham, Breckland, IP22
39. Church of St Bartholomew, Brisley, Breckland, NR20
40. Church of St Botolph, Beachamwell, Breckland, PE37
41. Church of St Ethelbert, Roudham and Larling, Breckland, NR16
42. Church of St George, Gooderstone, Breckland, PE33
43. Church of St George, Hardingham, Breckland, NR9
44. Church of St George, Saham Toney, Breckland, IP25
45. Church of St George, South Acre, Breckland, PE32
46. Church of St Helen, Gateley, Breckland, NR20
47. Church of St James, Great Ellingham, Breckland, NR17
48. Church of St John, Oxborough, Breckland, PE33
49. Church of St John the Baptist, Garboldisham, Breckland, IP22
50. Church of St John the Baptist, Mileham, Breckland, PE32
51. Church of St John the Evangelist, Brettenham, Breckland, IP24
52. Church of St Maragret, Little Dunham, Breckland, PE32
53. Church of St Margaret, Stanfield, Breckland, NR20
54. Church of St Margaret, Stow Bedon, Breckland, NR17
55. Church of St Martin, New Buckenham, Breckland, NR16
56. Church of St Mary, Attleborough, Breckland, NR17
57. Church of St Mary, Beachamwell, Breckland, PE37
58. Church of St Mary, Beeston with Bittering, Breckland, PE32
59. Church of St Mary, Bradenham, Breckland, IP25
60. Church of St Mary, Bylaugh, Breckland, NR20
61. Church of St Mary, Cranwich, Breckland, IP26
62. Church of St Mary, Cranworth, Breckland, IP25
63. Church of St Mary, Elsing, Breckland, NR20
64. Church of St Mary, Fransham, Breckland, NR19
65. Church of St Mary, Gressenhall, Breckland, NR19
66. Church of St Mary, Kenninghall, Breckland, NR16
67. Church of St Mary, Lynford, Breckland, IP26
68. Church of St Mary, Narford, Breckland, PE32
69. Church of St Mary, North Elmham, Breckland, NR20
70. Church of St Mary, North Pickenham, Breckland, PE37
71. Church of St Mary, North Tuddenham, Breckland, NR20
72. Church of St Mary, Rougham, Breckland, PE32
73. Church of St Mary, Sparham, Breckland, NR9
74. Church of St Mary, Sporle with Palgrave, Breckland, PE32
75. Church of St Mary, Tittleshall, Breckland, PE32
76. Church of St Mary, Whinburgh and Westfield, Breckland, NR19
77. Church of St Mary Magdalene, Beetley, Breckland, NR20
78. Church of St Mary the Virgin, Banham, Breckland, NR16
79. Church of St Michael, Didlington, Breckland, I26
80. Church of St Michael, Great Cressingham, Breckland, IP25
81. Church of St Michael, Hockering, Breckland, NR20
82. Church of St Nicholas, Ashill, Breckland, IP25
83. Church of St Nicholas, Cranworth, Breckland, NR9
84. Church of St Nicholas, Dereham, Breckland, NR19
85. Church of St Nicholas, North Lopham, Breckland, IP22
86. Church of St Paul, Garvestone, Breckland, NR9
87. Church of St Peter, Billingford, Breckland, NR20
88. Church of St Peter, Garvestone, Breckland, NR9
89. Church of St Peter, Mattishall, Breckland, NR20
90. Church of St Peter, Rocklands, Breckland, NR17
91. Church of St Peter, Shropham, Breckland, NR17
92. Church of St Peter, Yaxham, Breckland, NR19
93. Church of St Peter and St Paul, Harling, Breckland, NR16
94. Church of St Peter and St Paul, Scarning, Breckland, NR19
95. Church of St Peter and St Paul, Swaffham, Breckland, PE37
96. Church of St. Martin, Thompson, Breckland, IP24
97. Church of St. Peter, Merton, Breckland, IP25
98. Elsing Hall, Elsing, Breckland, NR20
99. Farm Building to West of Abbey Farm Cottage, Thetford, Breckland, IP24
100. Gateley Hall, Gateley, Breckland, NR20
101. Manor House, Great Cressingham, Breckland, IP25
102. Market Cross, Swaffham, Breckland, PE37
103. Narford Hall, Narford, Breckland, PE32
104. Nunnery Barn, Thetford, Breckland, IP24
105. Oxburgh Hall, Oxborough, Breckland, PE33
106. Priory Farmhouse, Litcham, Breckland, PE32
107. Priory Gatehouse, Thetford, Breckland, IP24
108. Remains of Dominican Church at Thetford Grammar School, Thetford, Breckland, IP24
109. Remains of Priory of Our Lady of Thetford Including Prior’s Lodging, Thetford, Breckland, IP24
110. Remains of Priory of St Sepulchre, Thetford, Breckland, IP24
111. Ruined Church and Manor House, North Elmham, Breckland, NR20
112. Shadwell Court, Brettenham, Breckland, IP24

## Broadland
1. Blickling Hall, Blickling, Broadland, NR11
2. Church of All Saints, Hemblington, Broadland, NR13
3. Church of All Saints, Marsham, Broadland, NR10
4. Church of All Saints, Rackheath, Broadland, NR13
5. Church of All Saints, Salhouse, Broadland, NR13
6. Church of All Saints Including Boundary Wall to Churchyard, Weston Longville, Broadland, NR9
7. Church of All Saints, Beighton, Beighton, Broadland, NR13
8. Church of Holy Innocents, Foulsham, Broadland, NR20
9. Church of Saints Peter and Paul, Salle, Broadland, NR10
10. Church of St Andrew, Freethorpe, Broadland, NR13
11. Church of St Andrew, Lingwood and Burlingham, Broadland, NR13
12. Church of St Andrew, Wood Dalling, Broadland, NR11
13. Church of St Andrew and St Peter, Blofield, Broadland, NR13
14. Church of St Edmund, Acle, Broadland, NR13
15. Church of St Edmund, Lingwood and Burlingham, Broadland, NR13
16. Church of St Helen, Woodbastwick, Broadland, NR13
17. Church of St John the Baptist, Reedham, Broadland, NR13
18. Church of St Maragret, Swannington, Broadland, NR9
19. Church of St Margaret, Stratton Strawless, Broadland, NR10
20. Church of St Margaret, Upton with Fishley, Broadland, NR13
21. Church of St Mary, Great Witchingham, Broadland, NR9
22. Church of St Mary, South Walsham, Broadland, NR13
23. Church of St Mary, Wroxham, Broadland, NR12
24. Church of St Mary the Virgin, Burgh and Tuttington, Broadland, NR11
25. Church of St Mary, Moulton, Beighton, Broadland, NR13
26. Church of St Michael, Brundall, Broadland, NR13
27. Church of St Nicholas, Strumpshaw, Broadland, NR13
28. Church of St Peter, Belaugh, Broadland, NR12
29. Church of St Peter, Guestwick, Broadland, NR20
30. Church of St Peter, Lingwood and Burlingham, Broadland, NR13
31. Church of St Peter, Ringland, Broadland, NR8
32. Church of St Peter, Strumpshaw, Broadland, NR13
33. Church of St Peter, Spixworth, Broadland, NR10
34. Church of St Peter and St Paul, Halvergate, Broadland, NR13
35. Church of St Peter and St Paul, Heydon, Broadland, NR11
36. Church of the Blessed Virgin and St Andrew, Horsham St. Faith and Newton St. Faith, Broadland, NR10
37. Church of the Nativity of St Mary with Brick Retaining Wall to the North, Reepham, Broadland, NR10
38. Former Tower Finial, 22 Cm South West of South West Nave Buttress of Church of St Peter and St Paul, Halvergate, Broadland, NR13
39. Heydon Hall, Heydon, Broadland, NR11
40. Parish Church of Saint Michael Including Church Yard Boundary Wall, Aylsham, Broadland, NR11
41. Parish Church of St Edmund, Taverham, Broadland, NR8
42. Parish Church of St John the Baptist, Coltishall, Broadland, NR12
43. Parish Church of St Mary and St Margaret, Sprowston, Broadland, NR7
44. Parish Church of St Mary the Virgin and St Botolph, Hevingham, Broadland, NR10
45. Parish Church of St Peter, Crostwick, Broadland, NR12
46. Service Range to South East of Blickling Hall, Blickling, Broadland, NR11
47. Service Range to South West of Blickling Hall, Blickling, Broadland, NR11
48. The Old Hall, Aylsham, Broadland, NR11
49. The Parish Church of St Agnes, Cawston, Broadland, NR10
50. The Priory, Horsham St. Faith and Newton St. Faith, Broadland, NR10

## Great Yarmouth
1. 4, South Quay, Great Yarmouth, NR30
2. Barn at Hall Farm, Hemsby, Great Yarmouth, NR29
3. Caister Castle, West Caister, Great Yarmouth, NR30
4. Church of Holy Trinity and All Saints, Winterton-on-Sea, Great Yarmouth, NR29
5. Church of St Mary, Martham, Great Yarmouth, NR29
6. Fishermens Hospital Including Gate Piers and Railings, Great Yarmouth, NR30
7. Gariannonum Roman Fort, Burgh Castle, Great Yarmouth, NR31
8. Nelsons Monument, Great Yarmouth, NR30
9. Remains of the Church of the Greyfriars, Great Yarmouth, NR30
10. St Georges Theatre, Great Yarmouth, NR30
11. St Nicholas (Priory) Middle School, Great Yarmouth, NR30
12. St Olave’s Priory, Fritton and St. Olaves, Great Yarmouth, NR31
13. The Tolhouse, Great Yarmouth, NR30

## King’s Lynn and West Norfolk
1. 28,30,32, King Street, King’s Lynn and West Norfolk, PE30
2. Bailey Gate, Castle Acre, King’s Lynn and West Norfolk, PE32
3. Bell Tower of Church of St Mary, West Walton, King’s Lynn and West Norfolk, PE14
4. Castle Acre Castle, Castle Acre, King’s Lynn and West Norfolk, PE32
5. Chapel of St Nicholas, King’s Lynn and West Norfolk, PE30
6. Church of All Saints, Burnham Thorpe, King’s Lynn and West Norfolk, PE31
7. Church of All Saints, North Runcton, King’s Lynn and West Norfolk, PE33
8. Church of All Saints, Shouldham, King’s Lynn and West Norfolk, PE33
9. Church of All Saints, Stanhoe, King’s Lynn and West Norfolk, PE31
10. Church of All Saints, Thornham, King’s Lynn and West Norfolk, PE36
11. Church of All Saints, Tilney All Saints, King’s Lynn and West Norfolk, PE34
12. Church of All Saints, Walsoken, King’s Lynn and West Norfolk, PE13
13. Church of All Saints, West Acre, King’s Lynn and West Norfolk, PE32
14. Church of Holy Trinity, Marham, King’s Lynn and West Norfolk, PE33
15. Church of Holy Trinity, Stow Bardolph, King’s Lynn and West Norfolk, PE34
16. Church of Saint Clement, Terrington St. Clement, King’s Lynn and West Norfolk, PE34
17. Church of Saint John, Terrington St. John, King’s Lynn and West Norfolk, PE14
18. Church of Ss Peter and Paul, Watlington, King’s Lynn and West Norfolk, PE33
19. Church of St Andrew, Barton Bendish, King’s Lynn and West Norfolk, PE33
20. Church of St Andrew, Little Massingham, King’s Lynn and West Norfolk, PE32
21. Church of St Andrew, Northwold, King’s Lynn and West Norfolk, IP26
22. Church of St Andrew, Walpole, King’s Lynn and West Norfolk, PE14
23. Church of St Andrew, West Dereham, King’s Lynn and West Norfolk, PE33
24. Church of St Botolph, Grimston, King’s Lynn and West Norfolk, PE32
25. Church of St Botolph, Wormegay, King’s Lynn and West Norfolk, PE33
26. Church of St Clement, Burnham Overy, King’s Lynn and West Norfolk, PE31
27. Church of St Clement, Outwell, King’s Lynn and West Norfolk, PE14
28. Church of St Edmund, Downham Market, King’s Lynn and West Norfolk, PE38
29. Church of St Edmund, Emneth, King’s Lynn and West Norfolk, PE14
30. Church of St George, Methwold, King’s Lynn and West Norfolk, IP26
31. Church of St Germans, Wiggenhall St. Germans, King’s Lynn and West Norfolk, PE34
32. Church of St James, Castle Acre, King’s Lynn and West Norfolk, PE32
33. Church of St James, Hockwold cum Wilton, King’s Lynn and West Norfolk, IP26
34. Church of St James, Runcton Holme, King’s Lynn and West Norfolk, PE33
35. Church of St Lawrence, Harpley, King’s Lynn and West Norfolk, PE31
36. Church of St Lawrence, Castle Rising, King’s Lynn and West Norfolk, PE31
37. Church of St Margaret, Burnham Norton, King’s Lynn and West Norfolk, PE31
38. Church of St Margaret, King’s Lynn and West Norfolk, PE30
39. Church of St Martin, Fincham, King’s Lynn and West Norfolk, PE33
40. Church of St Martin, Houghton, King’s Lynn and West Norfolk, PE31
41. Church of St Mary, Barton Bendish, King’s Lynn and West Norfolk, PE33
42. Church of St Mary, Bircham, King’s Lynn and West Norfolk, PE31
43. Church of St Mary, Brancaster, King’s Lynn and West Norfolk, PE31
44. Church of St Mary, Burnham Market, King’s Lynn and West Norfolk, PE31
45. Church of St Mary, East Walton, King’s Lynn and West Norfolk, PE32
46. Church of St Mary, Feltwell, King’s Lynn and West Norfolk, IP26
47. Church of St Mary, Gayton, King’s Lynn and West Norfolk, PE32
48. Church of St Mary, Great Massingham, King’s Lynn and West Norfolk, PE32
49. Church of St Mary, Holme Next the Sea, King’s Lynn and West Norfolk, PE36
50. Church of St Mary, North Creake, King’s Lynn and West Norfolk, NR21
51. Church of St Mary, Old Hunstanton, King’s Lynn and West Norfolk, PE36
52. Church of St Mary, Sedgeford, King’s Lynn and West Norfolk, PE36
53. Church of St Mary, Snettisham, King’s Lynn and West Norfolk, PE31
54. Church of St Mary, South Creake, King’s Lynn and West Norfolk, NR21
55. Church of St Mary, Syderstone, King’s Lynn and West Norfolk, PE31
56. Church of St Mary, Titchwell, King’s Lynn and West Norfolk, PE31
57. Church of St Mary, West Walton, King’s Lynn and West Norfolk, PE14
58. Church of St Mary Magdalen, Wiggenhall St. Mary Magdalen, King’s Lynn and West Norfolk, PE34
59. Church of St Mary Magdalene, Pentney, King’s Lynn and West Norfolk, PE32
60. Church of St Mary the Virgin, Wiggenhall St. Germans, King’s Lynn and West Norfolk, PE34
61. Church of St Nicholas, Dersingham, King’s Lynn and West Norfolk, PE31
62. Church of St Nicholas, Feltwell, King’s Lynn and West Norfolk, IP26
63. Church of St Nicholas, Gayton, King’s Lynn and West Norfolk, PE32
64. Church of St Peter, Hockwold cum Wilton, King’s Lynn and West Norfolk, IP26
65. Church of St Peter, Upwell, King’s Lynn and West Norfolk, PE14
66. Church of St Peter, Walpole, King’s Lynn and West Norfolk, PE14
67. Church of St Peter, West Rudham, King’s Lynn and West Norfolk, PE31
68. Clifton House, King’s Lynn and West Norfolk, PE30
69. Creake Abbey Farmhouse, North Creake, King’s Lynn and West Norfolk, NR21
70. Customs House including north bank of Purfleet Quay, King’s Lynn and West Norfolk, PE30
71. Detached Porch in Courtyard, Old Hunstanton, King’s Lynn and West Norfolk, PE36
72. Entrance Gate Curtain Walls and Barn to East of Hunstanton Hall, Old Hunstanton, King’s Lynn and West Norfolk, PE36
73. Garden walls attached to north of Creake Abbey Farmhouse, North Creake, King’s Lynn and West Norfolk, NR21
74. Gatehouse, Carmelite Friary Ruins, Burnham Norton, King’s Lynn and West Norfolk, PE31
75. Greyfriars Tower in Tower Gardens, King’s Lynn and West Norfolk, PE30
76. Guildhall, King’s Lynn and West Norfolk, PE30
77. Guildhall of St George, King’s Lynn and West Norfolk, PE30
78. Hampton Court, King’s Lynn and West Norfolk, PE30
79. Hanse House, King’s Lynn and West Norfolk, PE30
80. High House, West Acre, King’s Lynn and West Norfolk, PE32
81. High House Stable Court and Curtain Wall Attached at East of High House, West Acre, King’s Lynn and West Norfolk, PE32
82. Houghton Hall with Courtyard Walls Attached to North and South, Houghton, King’s Lynn and West Norfolk, PE31
83. Hunstanton Hall Moat Bridge and Garden and Forecourt Walls, Old Hunstanton, King’s Lynn and West Norfolk, PE36
84. Middleton Tower, Middleton, King’s Lynn and West Norfolk, PE32
85. Pentney Priory Gatehouse, Pentney, King’s Lynn and West Norfolk, PE32
86. Priory Gatehouse, West Acre, King’s Lynn and West Norfolk, PE32
87. Red Mount Chapel, King’s Lynn and West Norfolk, PE30
88. Remains of Cluniac Benedictine Priory of St Mary and St Peter and St Paul, Castle Acre, King’s Lynn and West Norfolk, PE32
89. Remains of Creake Abbey Church, North Creake, King’s Lynn and West Norfolk, NR21
90. Remains of Gatehouse of Cluniac Priory of St Mary and St Peter and St Paul, Castle Acre, King’s Lynn and West Norfolk, PE32
91. Ruins of Castle and Eleventh Century Church, Castle Rising, King’s Lynn and West Norfolk, PE31
92. Ruins of Church of St Felix at Tf 666 261, Sandringham, King’s Lynn and West Norfolk, PE31
93. Ruins of Church of St James at Tf 662 207, Bawsey, King’s Lynn and West Norfolk, PE32
94. South Gate, King’s Lynn and West Norfolk, PE30
95. Stanhoe Hall, Stanhoe, King’s Lynn and West Norfolk, PE31
96. The Old Vicarage, Methwold, King’s Lynn and West Norfolk, IP26
97. The Square, Houghton, King’s Lynn and West Norfolk, PE31
98. The Watertower, Houghton, King’s Lynn and West Norfolk, PE31
99. Thoresby College, King’s Lynn and West Norfolk, PE30
100. Tower to Church of Saint Clement, Terrington St. Clement, King’s Lynn and West Norfolk, PE34
101. Trinity Hospital (Hospital of the Holy and Undivided Trinity) and Attached Enclosing Walls, Circa 30 Metres East of Church of St Laurence, Castle Rising, King’s Lynn and West Norfolk, PE31
102. Wallington Hall, Runcton Holme, King’s Lynn and West Norfolk, PE33

## North Norfolk
1. Barningham Hall, Matlask, North Norfolk, NR11
2. Bromholm Priory ruins, Bacton, North Norfolk, NR12
3. Church of All Saints, Bacton, North Norfolk, NR28
4. Church of All Saints, Beeston Regis, North Norfolk, NR27
5. Church of All Saints, Binham, North Norfolk, NR23
6. Church of All Saints, Brinton, North Norfolk, NR24
7. Church of All Saints, Catfield, North Norfolk, NR29
8. Church of All Saints, Dunton, North Norfolk, NR21
9. Church of All Saints, Gimingham, North Norfolk, NR11
10. Church of All Saints, Gunthorpe, North Norfolk, NR21
11. Church of All Saints, Honing, North Norfolk, NR28
12. Church of All Saints, Morston, North Norfolk, NR25
13. Church of All Saints, Scottow, North Norfolk, NR10
14. Church of All Saints, Tattersett, North Norfolk, PE31
15. Church of All Saints, Upper Sheringham, North Norfolk, NR26
16. Church of All Saints, Wighton, North Norfolk, NR23
17. Church of All Saints, Walcott, North Norfolk, NR12
18. Church of All Saints (Redundant), Aldborough & Thurgarton, North Norfolk, NR11
19. Church of All Saints and St Peter, Walsingham, North Norfolk, NR22
20. Church of Holy Trinity, Ingham, North Norfolk, NR12
21. Church of St Andrew, Brinton, North Norfolk, NR24
22. Church of St Andrew, Corpusty and Saxthorpe, North Norfolk, NR11
23. Church of St Andrew, Hanworth, North Norfolk, NR11
24. Church of St Andrew, Little Snoring, North Norfolk, NR21
25. Church of St Andrew, Wickmere, North Norfolk, NR11
26. Church of St Botolph, Colby, North Norfolk, NR11
27. Church of St Botolph, Trunch, North Norfolk, NR28
28. Church of St Botolph, Westwick, North Norfolk, NR10
29. Church of St Catherine, Ludham, North Norfolk, NR29
30. Church of St Giles, Barsham, North Norfolk, NR22
31. Church of St James, Southrepps, North Norfolk, NR11
32. Church of St John the Baptist, Stiffkey, North Norfolk, NR23
33. Church of St Lawrence, Ashmanhaugh, North Norfolk, NR12
34. Church of St. Andrew, Field Dalling, North Norfolk, NR25
35. Church of St Margaret, Cley Next the Sea, North Norfolk, NR25
36. Church of St Margaret, Paston, North Norfolk, NR28
37. Church of St Margaret, Suffield, North Norfolk, NR11
38. Church of St Margaret, Witton, North Norfolk, NR28
39. Church of St Martin, Hindringham, North Norfolk, NR21
40. Church of St Mary, Antingham, North Norfolk, NR28
41. Church of St Mary, Binham, North Norfolk, NR21
42. Church of St Mary, Erpingham, North Norfolk, NR11
43. Church of St Mary, Fulmodeston, North Norfolk, NR21
44. Church of St Mary, Great Snoring, North Norfolk, NR21
45. Church of St Mary, Happisburgh, North Norfolk, NR12
46. Church of St Mary, Northrepps, North Norfolk, NR27
47. Church of St Mary, Stody, North Norfolk, NR24
48. Church of St Mary, Tunstead, North Norfolk, NR12
49. Church of St Mary, Wiveton, North Norfolk, NR25
50. Church of St Mary, Worstead, North Norfolk, NR28
51. Church of St Mary and All Saints, Walsingham, North Norfolk, NR22
52. Church of St Mary and St Andrew, Langham, North Norfolk, NR25
53. Church of St Mary Magdalene, Warham, North Norfolk, NR23
54. Church of St Maurice, Briningham, North Norfolk, NR24
55. Church of St Michael, Barton Turf, North Norfolk, NR12
56. Church of St Nicholas, North Walsham, North Norfolk, NR28
57. Church of St Nicholas, Potter Heigham, North Norfolk, NR29
58. Church of St Nicholas, Salthouse, North Norfolk, NR25
59. Church of St Nicholas, Blakeney, North Norfolk, NR25
60. Church of St Peter, Melton Constable, North Norfolk, NR24
61. Church of St Peter, Witton, North Norfolk, NR28
62. Church of St Peter and St Paul, Fakenham, North Norfolk, NR21
63. Church of St Peter and St Paul, Knapton, North Norfolk, NR28
64. Detached Tower, Church of St Andrew, Little Snoring, North Norfolk, NR21
65. Enclosing Wall and Gatehouse to Waxham Hall, Sea Palling, North Norfolk, NR12
66. Felbrigg Hall, Felbrigg, North Norfolk, NR11
67. Flint Boundary Wall Enclosing Remains of St Mary’s Friary, Extending from Rear of No 6 Market Place, Walsingham, North Norfolk, NR22
68. Hanworth Hall, Hanworth, North Norfolk, NR11
69. Holkham Hall, Holkham, North Norfolk, NR23
70. Hoveton House, Hoveton, North Norfolk, NR12
71. Gatehouse at Binham Priory, Binham, North Norfolk, NR21
72. Mannington Hall, Itteringham, North Norfolk, NR11
73. Manor, Barsham, North Norfolk, NR21
74. Market Cross, North Walsham, North Norfolk, NR28
75. Melton Constable Hall, Melton Constable, North Norfolk, NR24
76. Parish Church of St Peter and St Paul, Cromer, North Norfolk, NR27
77. Priory of St Mary in the Meadow, Beeston Regis, North Norfolk, NR26
78. Raynham Hall, North East Service Wing and Wall, Raynham, North Norfolk, NR21
79. Remains of Baconsthorpe Castle, Baconsthorpe, North Norfolk, NR25
80. Remains of St Mary’s Friary, Walsingham, North Norfolk, NR22
81. Remains of St Marys Priory, Walsingham, North Norfolk, NR22
82. Ruins of Augustinian Priory, Weybourne, North Norfolk, NR25
83. Service Wing Raynham Hall, Raynham, North Norfolk, NR21
84. St Benet’s Abbey Gatehouse and adjacent section of precinct wall, Horning, North Norfolk, NR12
85. The Abbey, Walsingham, North Norfolk, NR22
86. The Gatehouse to the Manor, Barsham, North Norfolk, NR21
87. The Leicester Monument, Holkham, North Norfolk, NR23
88. The Priory Gatehouse (Or Abbey) Gatehouse wall Adjoining Priory Gatehouse to South, Fronting High Street, Walsingham, North Norfolk, NR22
89. The Slipper Chapel, Barsham, North Norfolk, NR22
90. The Temple, Holkham, North Norfolk, NR23
91. The Triumphal Arch, Holkham, North Norfolk, NR23
92. Waxham Great Barn, Sea Palling, North Norfolk, NR12
93. Waxham Hall, Sea Palling, North Norfolk, NR12
94. Wolterton Hall, Wickmere, North Norfolk, NR11

## Norwich
1. 69, the Close, Norwich, NR3
2. 70, the Close, Norwich, NR3
3. All Saints Church, Norwich, NR1
4. Bishop’s Gate, Norwich, NR3
5. Bishop’s Palace, Norwich, NR3
6. Bridewell Museum, Norwich, NR2
7. Carnary Chapel, Norwich, NR3
8. Carrow Abbey, Norwich, NR1
9. Church of St Andrew, Norwich, NR2
10. Church of St Augustine, Norwich, NR3
11. Church of St Clement, Norwich, NR3
12. Church of St Etheldreda, Norwich, NR1
13. Church of St George, Norwich, NR3
14. Church of St George, Norwich, NR3
15. Church of St Giles, Norwich, NR2
16. Church of St Helen, Norwich, NR1
17. Church of St John Baptist, Norwich, NR1
18. Church of St John De Sepulchre, Norwich, NR1
19. Church of St John the Baptist, Norwich, NR2
20. Church of St Julian, Norwich, NR1
21. Church of St Lawrence, Norwich, NR2
22. Church of St Martin at Oak, Norwich, NR3
23. Church of St Martin at Palace, Norwich, NR3
24. Church of St Mary, Norwich, NR3
25. Church of St Mary, Norwich, NR4
26. Church of St Mary the Less, Norwich, NR2
27. Church of St Michael at Plea, Norwich, NR2
28. Church of St Michael Coslany, Norwich, NR3
29. Church of St Peter Mancroft, Norwich, NR2
30. Church of St Peter Parmentergate, Norwich, NR1
31. Church of St Simon and St Jude, Norwich, NR3
32. Church of St Stephen, Norwich, NR2
33. Churchman House, Norwich, NR2
34. Cinema City, Norwich, NR2
35. Cloisters Including West Wall of Former Chapter House (?) at the Great Hospital, Norwich, NR1
36. Erpingham Gate, Norwich, NR3
37. Former Chaplain’s House at the Great Hospital, Norwich, NR1
38. Former Church of St James, Norwich, NR3
39. Former Church of St Saviour, Norwich, NR3
40. Former Dominican Friary (Blackfriars) Norwich: St Andrew’s Hall and Blackfriars’ Hall, The Crypt, the south range, the East Garth and east cloister walk, the West Garth, and west boundary wall, Norwich, NR3
41. Music House, Norwich, NR1
42. Norwich Castle, Norwich, NR1
43. Norwich Union Offices, Norwich, NR1
44. Old Meeting House, Norwich, NR3
45. Part of the Former Master’s House at the Great Hospital, Norwich, NR1
46. Part of the Former Master’s House at the Great Hospital, Norwich, NR1
47. Premises Arts Centre, Norwich, NR2
48. Refectory and Part of Former Master’s House at the Great Hospital, Norwich, NR1
49. Remains of St Benedict’s Church, Norwich, NR2
50. Roman Catholic Cathedral of St John the Baptist, Norwich, NR2
51. St Edmunds Church, Norwich, NR3
52. St Ethelbert’s Gate, Norwich, NR1
53. St Gregory’s Church, Norwich, NR2
54. St James’ Works, Jarrold’s Printing Works, Norwich, NR3
55. St Margaret’s Church, Norwich, NR2
56. St Peter Hungate Museum, Norwich, NR2
57. Strangers Hall Museum, Norwich, NR2
58. The Assembly Rooms, Norwich, NR2
59. The Cathedral of the Holy and Undivided Trinity, Norwich, NR1
60. The Deanery, Priors Hall and Adjoining Boundary Wall to South West, Norwich, NR1
61. The Guildhall, Norwich, NR2
62. The Old Barge, Norwich, NR1

## South Norfolk
1. Abbey Church of St Mary and St Thomas of Canterbury, Wymondham, South Norfolk, NR18
2. Barn South of Hales Hall, Loddon, South Norfolk, NR14
3. Cavick House Including Front Screen Walls, Wymondham, South Norfolk, NR18
4. Church of All Saints, Alburgh, South Norfolk, IP20
5. Church of All Saints, Ashwellthorpe and Fundenhall, South Norfolk, NR16
6. Church of All Saints, Bracon Ash, South Norfolk, NR14
7. Church of All Saints, Brockdish, South Norfolk, IP21
8. Church of All Saints, Carleton Rode, South Norfolk, NR16
9. Church of All Saints, Chedgrave, South Norfolk, NR14
10. Church of All Saints, Dickleburgh and Rushall, South Norfolk, IP21
11. Church of All Saints, Earsham, South Norfolk, NR35
12. Church of All Saints, Kirby Cane, South Norfolk, NR35
13. Church of All Saints, Poringland, South Norfolk, NR14
14. Church of All Saints, Shelfanger, South Norfolk, IP22
15. Church of All Saints, Tacolneston, South Norfolk, NR16
16. Church of All Saints, Thurlton, South Norfolk, NR14
17. Church of All Saints, Tibenham, South Norfolk, NR16
18. Church of All Saints, Wacton, South Norfolk, NR15
19. Church of All Saints, Wheatacre, South Norfolk, NR34
20. Church of All Saints, Wicklewood, South Norfolk, NR18
21. Church of All Saints, Wreningham, South Norfolk, NR16
22. Church of Holy Trinity, Loddon, South Norfolk, NR14
23. Church of St Andrew, Bedingham, South Norfolk, NR35
24. Church of St Andrew, Bressingham, South Norfolk, IP22
25. Church of St Andrew, Claxton, South Norfolk, NR14
26. Church of St Andrew, Deopham, South Norfolk, NR18
27. Church of St Andrew, Framingham Earl, South Norfolk, NR14
28. Church of St Andrew, Trowse with Newton, South Norfolk, NR14
29. Church of St Andrew, Frenze, Scole, South Norfolk, IP21
30. Church of St Catherine, Morningthorpe and Fritton, South Norfolk, NR15
31. Church of St Edmund, Costessey, South Norfolk, NR8
32. Church of St Ethelbert, Thurton, South Norfolk, NR14
33. Church of St George, Burston and Shimpling, South Norfolk, IP21
34. Church of St Gregory, Heckingham, South Norfolk, NR14
35. Church of St John the Baptist, Bressingham, South Norfolk, IP22
36. Church of St John the Baptist, Hellington, South Norfolk, NR14
37. Church of St John the Baptist, Morningthorpe and Fritton, South Norfolk, NR15
38. Church of St Leonard, Billingford, Scole, South Norfolk, IP21
39. Church of St Margaret, Hales, South Norfolk, NR14
40. Church of St Margaret, Hempnall, South Norfolk, NR15
41. Church of St Margaret, Shelton and Hardwick, South Norfolk, NR15
42. Church of St Margaret, Starston, South Norfolk, IP20
43. Church of St Margaret, Tharston and Hapton, South Norfolk, NR15
44. Church of St Margaret, Tivetshall St. Margaret, South Norfolk, NR15
45. Church of St Margaret Hardley, Langley with Hardley, South Norfolk, NR14
46. Church of St Margret, Toft Monks, South Norfolk, NR34
47. Church of St Mary, Aldeby, South Norfolk, NR34
48. Church of St Mary, Yelverton, South Norfolk, NR14
49. Church of St Mary, Denton, South Norfolk, IP20
50. Church of St Mary, Dickleburgh and Rushall, South Norfolk, IP21
51. Church of St Mary, Diss, South Norfolk, IP22
52. Church of St Mary, Ditchingham, South Norfolk, NR35
53. Church of St Mary, Ellingham, South Norfolk, NR35
54. Church of St Mary, Forncett, South Norfolk, NR16
55. Church of St Mary, Gillingham, South Norfolk, NR34
56. Church of St Mary, Gissing, South Norfolk, IP22
57. Church of St Mary, Haddiscoe, South Norfolk, NR14
58. Church of St Mary, Long Stratton, South Norfolk, NR15
59. Church of St Mary, Norton Subcourse, South Norfolk, NR14
60. Church of St Mary, Pulham St. Mary, South Norfolk, IP21
61. Church of St Mary, Wortwell, South Norfolk, IP20
62. Church of St Mary, Shelton and Hardwick, South Norfolk, NR15
63. Church of St Mary, Tasburgh, South Norfolk, NR15
64. Church of St Mary, Tharston and Hapton, South Norfolk, NR15
65. Church of St Mary, Winfarthing, South Norfolk, IP22
66. Church of St Mary and St Walstan, Bawburgh, South Norfolk, NR9
67. Church of St Mary Magdalene, Pulham Market, South Norfolk, IP21
68. Church of St Matthias, Haddiscoe, South Norfolk, NR14
69. Church of St Michael, Aslacton, South Norfolk, NR15
70. Church of St Michael, Broome, South Norfolk, NR35
71. Church of St Michael, Bunwell, South Norfolk, NR16
72. Church of St Michael, Langley with Hardley, South Norfolk, NR14
73. Church of St Michael, Long Stratton, South Norfolk, NR15
74. Church of St Michael, Stockton, South Norfolk, NR34
75. Church of St Nicholas, Ashwellthorpe and Fundenhall, South Norfolk, NR16
76. Church of St Nicholas, Bracon Ash, South Norfolk, NR14
77. Church of St Peter, Forncett, South Norfolk, NR16
78. Church of St Peter, Hedenham, South Norfolk, NR35
79. Church of St Peter, Needham, South Norfolk, IP20
80. Church of St Peter, Mundham, South Norfolk, NR14
81. Church of St Peter and St Paul, Barnham Broom, South Norfolk, NR9
82. Church of St Peter and St Paul, Brockdish, South Norfolk, IP21
83. Church of St Peter and St Paul, Wramplingham, South Norfolk, NR18
84. Church of St Remigius, Roydon, South Norfolk, IP22
85. Church of St. Andrew, Hingham, South Norfolk, NR9
86. Church of St. Peter, Easton, South Norfolk, NR9
87. County Library, Wymondham, South Norfolk, NR18
88. Ditchingham Hall, Ditchingham, South Norfolk, NR35
89. Former Western Range to Langley Abbey, Langley with Hardley, South Norfolk, NR14
90. Hales Hall, Loddon, South Norfolk, NR14
91. Hedenham Hall, Hedenham, South Norfolk, NR35
92. Kirstead Hall, Kirstead, South Norfolk, NR15
93. Langley Abbey Remains, Langley with Hardley, South Norfolk, NR14
94. Langley Park School, Langley with Hardley, South Norfolk, NR14
95. Market Cross, Wymondham, South Norfolk, NR18
96. Morley Old Hall, Morley, South Norfolk, NR18
97. Rainthorpe Hall Including Garden Wall with Gate and Gate Piers, Flordon, South Norfolk, NR15
98. Scole Inn, Scole, South Norfolk, IP21
99. Soane’s Music Room at North-East Corner of the Wilderness North of Earsham Hall, Earsham, South Norfolk, NR35
100. The Hall, Shotesham, South Norfolk, NR15
101. The Old Hall, Barnham Broom, South Norfolk, NR9